# Cahn-Ingold-Prelog-prioriteitsregels

Prioriteiten van verschillende substituenten

De Cahn-Ingold-Prélog-prioriteitsregels zijn een set van regels in de organische chemie waarmee in volgorde van belang in het deelgebied van de stereochemie de oriëntatie rond een asymmetrisch centrum of isomeren rond een dubbele binding in een molecuul worden beschreven, zoals in alkenen.
De set regels is genoemd naar Robert Sidney Cahn, Christopher Kelk Ingold en Vladimir Prelog. De set regels wordt ook wel aangeduid als CIP-regels of CIP-conventie.

## Chiraal centrum
Atomen die fungeren als asymmetrisch centrum worden chiraal genoemd. Ieder atoom dat aan het chirale atoom of in een dubbele binding gebonden is, heeft een CIP-prioriteit die in eerste instantie gekoppeld is aan het atoomnummer. Ofwel, hoe hoger het atoomnummer, hoe hoger de prioriteit. Als bewust naar isotopen gekeken wordt, hebben de zwaardere isotopen een hogere prioriteit.
Als twee atomen aan het chirale centrum dezelfde prioriteit hebben, wordt naar het volgende atoom in de zijgroep gekeken. De verschillende groepen die aan dit atoom gebonden zijn, worden stuk voor stuk met elkaar vergeleken. Eerst de atomen met de hoogste prioriteit, dan die met lagere prioriteiten. Als geen verschil gevonden wordt, dan wordt het proces voor de atomen met de hoogste prioriteit herhaald. Als het einde van het molecuul bereikt wordt zonder dat er een verschil gevonden is, wordt teruggegaan naar het laatste punt waar een hoogste prioriteit gevolgd werd, en wordt de op een na hoogste prioriteit gevolgd. Als er dubbele of drievoudige bindingen optreden wordt gedaan alsof het betreffende atoom aan twee, respectievelijk drie, gelijke groepen gebonden is.
Voorbeelden:
-CH2OH heeft een hogere prioriteit dan -C(CH3)3, want O (Z = 8) heeft een hogere prioriteit dan C (Z = 6) op het tweede atoom.
-CH(CH3)2 heeft een hogere prioriteit dan -CH2CH2OH.
-HC=O heeft een hogere prioriteit dan -CH(CH3)OH.
-CH2CH2CH3 heeft een hogere prioriteit dan -CH(CH3)D, hoewel -CH2D heeft een hogere prioriteit dan -CH3.
Nadat de prioriteiten van de verschillende substituenten rond het chirale centrum bepaald zijn, wordt het molecuul zo gedraaid dat de substituent met de laagste prioriteit van de kijker af staat. Als de substituent met de hoogste prioriteit het nummer 1 krijgt en die met de laagste prioriteit het nummer 4, dan wordt het onderscheid tussen de stereo-isomeren duidelijk door een (denkbeeldige) lijn te trekken van substituent 1, via 2, naar 3. Als de richting van de lijn rechtsom is, wordt het isomeer aangeduid met "R" en een draaiing linksom wordt aangegeven met "S". De letters zijn afgeleid van "rectus" en "sinister", de Latijnse woorden voor respectievelijk "rechts" en "links".

## Alkenen
Voor alkenen en vergelijkbare dubbele-bindingssystemen worden dezelfde prioriteiten aangehouden voor elke substituent aan de dubbele binding. In dit geval is de oriëntatie rond de dubbele binding van de groepen met de hoogste prioriteit bepalend. Hebben de groepen met de hoogste prioriteit een trans-configuratie, dan heeft het stereo-isomeer de E-configuratie. Als beide groepen met de hoogste prioriteit aan dezelfde kant zitten (vergelijk de cis-configuratie), dan wordt het stereo-isomeer aangeduid als de Z-configuratie'. De letters "E" en "Z" zijn afgeleid van het Duitse "Entgegen" (tegenover) en "Zusammen" (samen, bij elkaar).

## Meerdere chirale centra
Als een molecule meerdere chirale centra bevat, moeten de plaatsnummers ook toegevoegd worden. Zo bestaat commercieel verkrijgbaar efedrine doorgaans als mengsel van de 1-(R), 2-(S) en 1-(S), 2-(R)-vormen. Daarnaast bestaat er een koppel verbindingen dat de aanduidingen 1-(R), 2-(R) en 1-(S), 2-(S) voor de oriëntatie rond hun chirale centrum krijgt. Deze laatste verbindingen zijn geen efedrine, maar pseudo-efedrine. Zowel efedrine als pseudo-efedrine hebben de systematische naam 2-methylamino-1-fenyl-1-propanol, de aanduidingen voor de oriëntatie rond de chirale centra is het enige dat de isomeren in de systematische nomenclatuur onderscheidt. De beide efedrine-isomeren zijn enantiomeren van elkaar. De beide pseudo-efedrine-isomeren zijn ook enantiomeren van elkaar. Beide efedrine-isomeren zijn diastereomeren van beide pseudo-efedrines.
In het algemeen zijn er 2n stereo-isomeren mogelijk, met n het aantal chirale koolstofatomen. Soms wordt het aantal stereo-isomeren uiteindelijk toch minder omdat sommige vormen toch weer symmetrie elementen bevatten, dergelijke isomeren zijn mesovormen. Een bekend voorbeeld van dit laatste vormt wijnsteenzuur.

## Ketonen
Stereochemie speelt ook een rol bij het identificeren van de zijden van trigonale moleculen als ketonen. In een nucleofiele additie kan een nucleofiel de carbonylgroep van twee verschillende kanten benaderen. Als een achiraal nucleofiel reageert met aceton, dan zijn beide zijden gelijk en is er maar één reactieproduct. In de reactie met butanon zijn beide zijden niet gelijk, ze zijn enantiotopic en er ontstaat een racemisch product. Is het nucleofiel chiraal dan worden diastereo-isomeren gevormd. Dezelfde regels die voor chirale centra gebruikt worden voor het vaststellen van de prioriteit, worden hier gebruikt om de zijde van het molecule aan te geven. De zijden worden "re" en "si" genoemd.
Vladimir Prelog won de Nobelprijs voor Scheikunde in 1975.